# Tobacco Road FC
El Tobacco Road FC es un equipo de fútbol de los Estados Unidos que juega en la USL League Two, la cuarta división de fútbol en el país.

## Historia
Fue fundado en el año 2013 en la ciudad de durham, Carolina del Norte por los empresarios Cedric Burke y Seth Kaplan luego de adquirir una franquicia en la Triangle Adult Soccer League, logrando ganar ese año el Campeonato Aficionado de Carolina del Norte.
En 2016 se une a la National Premier Soccer League, la entonces quinta división de Estados Unidos, logrando en su primera y única temporada en la liga alcanzar la final divisional.
Un año más tarde pasa a jugar en la antiguamente conocida como Premier Development League, cuarta división nacional, aunque en su temporada de debut apenas terminaron en sexto lugar de su división y no alcanzaron los playoffs.

## Palmarés
- Campeonato Aficionado de Carolina del Norte: 1

2013